# Petter Lindstad
Petter Aspebakken Lindstad (Kongsvinger, 12 marzo 1987) è un giocatore di calcio a 5 e calciatore norvegese, centrocampista del Fu/Vo.

## Carriera

### Club
Linstad iniziò la carriera con la maglia del Kongsvinger, debuttando in Adeccoligaen in data 1º ottobre 2006, subentrando a Tore Andreas Gundersen nel successo per 3-0 sul Bodø/Glimt. Giocò 6 partite ufficiali in due stagioni, con questa casacca.
Firmò poi per l'Eidsvold Turn, totalizzando 14 reti in 50 apparizioni, tra il 2008 ed il 2009. Si trasferì successivamente all'Asker, con cui centrò la promozione in Adeccoligaen. Al termine del campionato 2011, però, la squadra tornò nella Fair Play ligaen.

### Nazionale
Lindstad gioca per la Nazionale di calcio a 5 della Norvegia.

## Palmarès

### Calcio

#### Competizioni nazionali
- 2. divisjon: 1

Asker: 2010 (gruppo 1)